# Barnabé Laye
 (décembre 2020).
Pour les articles homonymes, voir Laye.
Barnabé Laye, né Barnabé Laleye le 11 juin 1941 à Porto-Novo au Bénin et mort le 3 avril 2024 à Paris, est un médecin, poète et romancier. 

## Biographie
Après des études secondaires au collège catholique Père-Aupiais de Cotonou où il laisse le souvenir d'un excellent élève (il a été le premier au baccalauréat avec mention, dans la section Sciences Expérimentales), Barnabé Laye continue sa formation en France à la Faculté de médecine de Bordeaux puis de Paris.
Médecin des hôpitaux de Paris, il fait toute sa carrière à l'Hôpital de la Pitié-Salpêtrière à Paris, menant de front sa double vocation médicale et littéraire. Ce qu'il résume en disant : « Longtemps j’ai été médecin de jour et écrivain la nuit ».
Longtemps l’invité des grands festivals de poésie et d’évènements littéraires à travers le monde, en Amérique latine, au Canada, en Afrique comme en Europe, il s'éteint à Paris le 3 avril 2024.
Il laisse derrière lui deux filles, Lydie et Laetitia dont la venue a inspiré Une si longue attente.

## Œuvre
L’œuvre de Barnabé Laye se décline sur plusieurs registres et dans d’innombrables directions. Poète, romancier, essayiste et intervenant sur le champ culturel, cet auteur se distingue par une œuvre importante, non seulement par sa qualité littéraire, le spectre de sa production, mais aussi par la richesse de sa vision et son ancrage dans l’histoire béninoise, africaine et internationale. À travers son travail, et une perspective qui allie la vision politique et l’esthétique, le vécu et le senti, le réel et le pensé, Barnabé Laye a réussi le tour de force de concilier les contraires, de marier les oppositions et de montrer ainsi les contradictions et la complexité de la condition humaine.
Les textes poétiques et les romans de Barnabé Laye se caractérisent d’abord par leur diversité thématique. Ils rendent compte de la condition humaine dans ses aspects les plus divers, que ce soit l’expérience intérieure de l’individu, l’histoire, la politique, la culture, l’amour, le corps et la sexualité. C’est aussi le combat pour la liberté, la défense des droits humains, la sauvegarde de la dignité des femmes, la lutte contre les colonialismes et les dictatures de toutes sortes. Les livres de Barnabé Laye explorent le désir, la découverte de soi et de l’autre, l’exil. Ils décrivent aussi cette universalité qui nous unit au-delà de toutes les différences, de  tous les clivages et de tous les conflits. 
Enfant du Bénin, nourri par la Terre d’Afrique et sa Culture, Barnabé Laye est écrivain du terroir mais également homme des rencontres et des voyages comme en témoignent tous ses ouvrages. Il est aussi un habitant de la Terre de France, virtuose de sa langue et participant à cette francophonie qui exprime un destin transculturel et l’humanité au-delà des frontières. On pense à Édouard Glissant et à son concept de « la poétique de la relation » et sa notion de « Tout-Monde ». Barnabé Laye met l’Homme au cœur de son œuvre et crée des ponts pour le partage de la richesse de la diversité.
Sur le plan de l’écriture et du style, que ce soit dans ses recueils, tels les remarquables Requiem pour un pays assassiné et Par temps de doute et d’immobile silence, ou ses romans, tel Mangalor, l’auteur utilise différentes stratégies textuelles qui se déploient selon la direction et le projet thématique choisis. Une musique singulière et une lumière éclairent son travail et guident le lecteur sur le chemin de la spiritualité.
Son œuvre mérite d’être appréciée à la mesure de sa richesse, de sa force et de sa beauté. Barnabé Laye fait partie des auteurs emblématiques de la littérature africaine francophone contemporaine. 

## Publications

### Poésie
- La parole et le feu (Anthologie poétique), Éditions Acoria,  2017
- Fragments d'errance, Éditions Acoria, 2015
- Le crépuscule des métamorphoses, Éditions Acoria, 2014
- Poèmes à l’absente, Éditions Acoria, 2010
- Une si longue attente, Éditions Acoria, 2010
- Requiem pour un pays assassiné, Éditions L’Harmattan, 1999
- Comme un signe dans la nuit, Éditions L’Harmattan, 1986
- Les sentiers de la liberté, Éditions Saint-Germain –des-Prés, 1986
- Nostalgie des jours qui passent, Silex Éditions, 1981

### Essais
- La cuisine africaine et antillaise. Tout un poème, Éditions Dagan, 2011
- Guide de la sagesse africaine, Éditions l’Harmattan, 1999 (en collaboration avec Liliane Prévost)
- La cuisine africaine et antillaise, Éditions Publisud, 1985

### Romans
- Le chant des cannes à sucre, Éditions L’Harmattan, 2019
- L’adieu au père, Éditions L’Harmattan, 1999

- Mangalor, Éditions Seghers, 1989
- Une femme dans la lumière de l’aube, Éditions Seghers, 1988

### Traductions
- Barnabé Laye/Luisa Futoranski : Poemas a la ausente, 2020, Leviatàn, Buenos Aires, Argentine
- Barnabé Laye/ Benjamin Valdivia : En tiempos de duda y de inmovil silencio, 2019, Valparaiso, Mexico
- Barnabé Laye/ Luisa Futoranski : Requiem para un pais asesinado, 2018, Leviatan, Buenos Aires, Argentine
- Barnabé Laye/Marianne Hermitte et Bernard Dhuicq : Requiem for a murdered country, Editions L’Harmattan, 2008
- Barnabé Laye/Sergio Bittencourt dos Anjos : Mulher na luz da aurora, 2003, Editora Movimento, Porto Alegre, Brasil, 2003

## Distinctions
- Prix Charles Carrère 2017 du Cénacle européen des arts et des lettres[4]
- Médaille de vermeil 2016 de l'Académie internationale de Lutèce pour Fragments d'errances[4]
- Prix Aimé Césaire 2015 de la Société des Poètes Français, pour Fragments d'errances[4]
- Prix Emile-Nelligan 2010, pour son œuvre poétique, SIPoeF Bénin 2010
- Grand Prix littéraire des Hôpitaux de Paris 1990, pour Mangalor[4]